# Barden Ridge, New South Wales
Barden Ridge este o suburbie în Sydney, Australia.